# Insalata Shirazi
La Insalata Shirazi (in persiano سالاد شیرازی‎ sālād shirāzi) è una insalata iraniana, originaria della regione dello Shiraz nella parte meridionale dell'Iran
Si tratta di un piatto di ideazione relativamente recente, essendo successivo alla introduzione del pomodoro in Iran alla fine del diciannovesimo secolo.
I suoi ingredienti principali sono cetrioli, pomodori, cipolla, olio d'oliva, menta e agresto o in alternativa succo di limone.
In Iran è consumata in estate come contorno o come piatto autonomo. Talvolta è servita in accompagnamento a piatti di riso come il loobia polo*.
L'insalata Shirazi è considerata un piatto nazionale in Iran ed è un contorno molto comune. Può essere utilizzata anche come condimento assimene a degli stufati, per attenuarne la piccantezza. Possiede una consistenza croccante e umida ed è in qualche modo simile a pico de gallo o alla insalata israeliana.

## Ingredienti

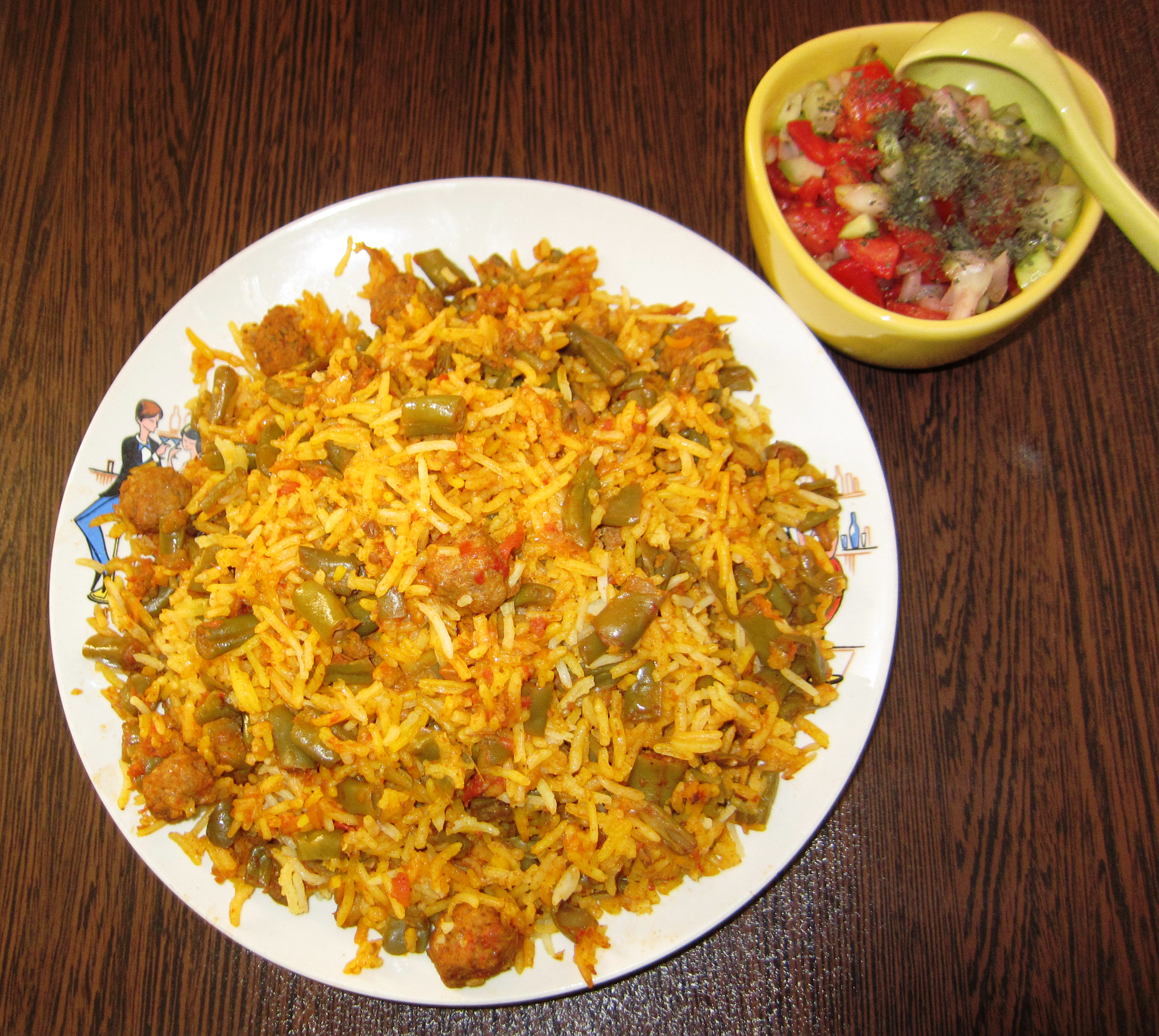
Loobia polo iraniano (fagiolini cotti con riso) e insalata Shirazi

Gli ingredienti principali dell'insalata Shirazi sono costituiti da cetriolo, pomodoro e cipolla tagliati finemente, mescolati con agresto (o talvolta succo di limone o lime fresco) e un po' di menta secca. Possono essere usati olio d'oliva, sale e pepe e ingredienti aggiuntivi possono includere menta tritata, prezzemolo, scalogno, aneto, sumac e aceto rosso. L'insalata può avere un sapore aspro e salato e il suo sapore può aumentare dopo essere stata lasciata riposare per un'ora o più prima di servire, dando così il tempo ai sapori di mescolarsi Può essere servita con la pita e con il lavash, o con formaggio e/o noci.